# Магнезијум нитрат
Магнезијум нитрат је растворљива со са молекулском формулом: Mg(NO3)2.6H2O. Он се налчази у рудницима и пећинама као нитромагнезит. 
Користи се у керамици, штампању, и у агрикултури. Користи се и као вештачко ђубриво. Смеша ђубрива која садржи магнезијум нитрат обично садржи и амонијум нитрат, калцијум нитрат и калијум нитрат.